# Prays sublevatella
Prays sublevatella là một loài bướm đêm thuộc họ Yponomeutidae. Nó được tìm thấy ở Réunion.